# Anxiety (chanson de Doechii)
Pour l’article homonyme, voir Anxiety.
Anxiety est une chanson de la chanteuse américaine Doechii, publiée à l'origine sur YouTube, le 10 novembre 2019. La chanson est réenregistrée en 2025 après son succès sur les plateformes de médias sociaux. Elle est publiée sur les plateformes de streaming le 4 mars 2025, par l'intermédiaire de Top Dawg Entertainment et Capitol Records. La chanson s'inspire de la chanson de 2011 Somebody That I Used to Know de Gotye
,, elle-même inspirée du titre Seville de Luiz Bonfá de 1967,.
Anxiety est à ce jour, le succès le plus important de Doechii, atteignant la première place en Australie, en Grèce, en Lettonie, en Nouvelle-Zélande et en Suisse, tout en entrant dans le top 10 des charts dans plusieurs pays, dont l'Autriche, l'Allemagne, l'Irlande, la Lituanie, la France, la Norvège, le Royaume-Uni et les États-Unis, devenant ainsi son tout premier top 10 dans tous ces pays. Après sa sortie, le morceau est ajouté en tant que titre bonus à la mixtape de 2024, de Doechii, Alligator Bites Never Heal.